# Nuova Antologia
Nuova Antologia är en italiensk tidskrift för litteratur, vetenskap och konst, grundad i Florens 1866, sedan 1878 utgiven i Rom.